# Reporteri fără frontiere

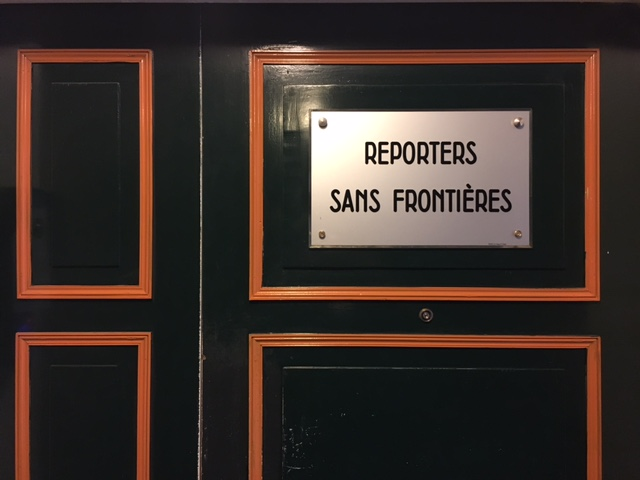
Oficiul central, Paris

Reporteri fără frontiere (în franceză Reporters Sans Frontières, acronim RSF) este o organizație non-profit non-governamentală internațională care are ca obiectiv apărarea libertății presei. A fost fondată în 1985 de Robert Ménard.
Își descrie activitatea ca fiind întemeiată pe convingerea că toată lumea are nevoie de acces la știri și informații, în conformitate cu articolul 19 din Declarația Universală a Drepturilor Omului, care recunoaște dreptul de a primi și de a partaja informații indiferent de frontiere. RSF are statut consultativ la Națiunile Unite, UNESCO, Consiliul Europei și Organizația Internațională a Francofoniei.
RSF lucrează pe teren în apărarea jurnaliștilor aflați în pericol și la cele mai înalte niveluri ale guvernului și forurilor internaționale pentru apărarea dreptului la libertatea de exprimare și informare. Oferă zilnic comunicate de presă despre amenințările la adresa libertății presei în franceză, engleză, spaniolă, portugheză, arabă, persană și chineză și publică un rezumat anual, Indicele libertății presei, care măsoară starea libertății presei în 180 de țări. Organizația oferă asistență jurnaliștilor aflați în situații de risc și instruire în domeniul securității digitale și fizice, precum și campanii pentru a crește gradul de conștientizare a publicului cu privire la abuzul împotriva jurnaliștilor și pentru a le asigura siguranța și libertatea. RSF face lobby guvernelor și organismelor internaționale pentru a adopta standarde și legislație în sprijinul libertății presei și ia măsuri legale în apărarea jurnaliștilor amenințați. În plus, RSF ține evidența numărului anual de jurnaliști uciși la locul de muncă.